# Tranvia Verona-Albaredo-Coriano
La tranvia Verona-Albaredo-Coriano fu una linea dalla vita effimera, in servizio solo fra il 1898 e il 1925. Nata per collegare Verona con la sua provincia meridionale in riva all'Adige, nel 1903 la stessa era stata prolungata dall'originario capolinea di Albaredo alla frazione di Coriano. Il biglietto di prima classe fin qui costava L. 2,25, quello di seconda L. 1,50.
La tranvia, con trazione a vapore, fu all'inizio del secolo interessata da un esperimento di trasporto integrato che prevedeva la costruzione di un grande porto fluviale sull'Adige, presso Albaredo.

## Storia

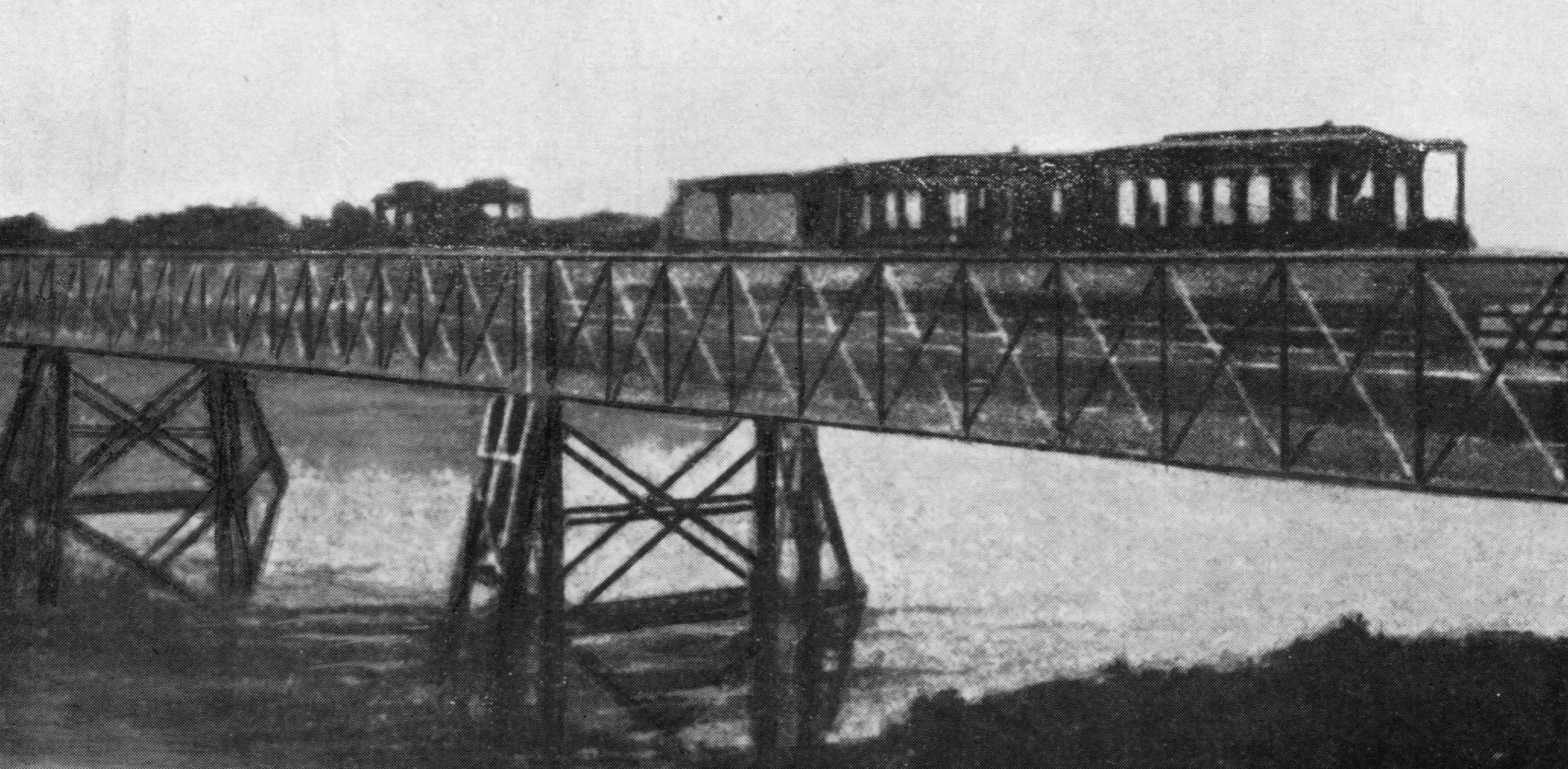
Vettura durante l'attraversamento del ponte sull'Adige.

Il servizio della Verona-Albaredo, definita allora guidovia a trazione meccanica fu avviato dalla Società Anonima delle Tranvie Provinciali Veronesi nel luglio 1898.
Presso il capolinea di Albaredo, proprio grazie alla presenza dei binari tranviari, si tentò di promuovere un porto fluviale, raccordato con la tranvia, che avrebbe dovuto costituire lo sbocco a mare di Verona. Nonostante gli sforzi profusi, che comportarono fra l'altro un viaggio dimostrativo con il rimorchiatore Pino Paleocapa da Venezia, e la richiesta di istituire un vero e proprio servizio di navigazione che si mostrava più economico rispetto all'utilizzo della parallela ferrovia, il progetto non ebbe tuttavia il successo commerciale auspicato.
La scarsa densità abitativa e industriale della zona non impedì in un primo tempo l'aumento dei traffici, tanto che nel 1903 venne attivato un breve prolungamento fra Albaredo e la frazione Coriano.
Nel 1923 il sussidio accordato dallo Stato per l'esercizio della tranvia cessò di essere erogato e la provincia, considerati gli oneri che sarebbero derivati dal non differibile ammodernamento degli impianti, optò per la sostituzione con un autoservizio.

## Caratteristiche
| Unknown route-map component "uexKBHFa" |

| Unknown route-map component "uexHST" |

| Unknown route-map component "uexHST" |

| Unknown route-map component "uexHST" |

| Unknown route-map component "uexHST" |

| Unknown route-map component "uexHST" |

| Unknown route-map component "uexHST" |

| Unknown route-map component "uexHST" |

| Unknown route-map component "uexHST" |

| Unknown route-map component "uexHST" |

| Unknown route-map component "uexBHF" |

| Unknown route-map component "uexHST" |

| Unknown route-map component "uexHST" |

| Unknown route-map component "uexHST" |

| Unknown route-map component "uexHST" |

| Unknown route-map component "uexHST" |

| Unknown route-map component "uexHST" |

| Unknown route-map component "uexHST" |

| Unknown route-map component "uexHST" |

| Unknown route-map component "uexHST" |

| Unknown route-map component "uexHST" |

| Unknown route-map component "uexHST" |

| Unknown route-map component "uexWBRÜCKE1" |

| Unknown route-map component "uexBHF" |

| Unknown route-map component "uexHST" |

| Unknown route-map component "uexHST" |

| Unknown route-map component "uexKBHFe" |

Il binario si manteneva prevalentemente su sede stradale, tuttavia non erano infrequenti tratte in sede propria; lo scartamento adottato era di 850 mm, relativamente raro per le reti italiane.
Il percorso Verona-Albaredo, nel 1898, era coperto in circa 2 ore. Al servizio extraurbano vero e proprio si aggiungevano 8 corse "urbane" fino a Tombetta.

### Percorso
Il capolina cittadino, per evitare l'attraversamento dei binari della ferrovia Milano-Venezia, fu posto a sud della stazione di Porta Nuova, nell'attuale viale Piave, in parte sulla tombinatura del canale industriale. L'edificio che ospitava i servizi esiste ancora, trasformato in ristorante.
Imboccata la strada provinciale e superata una prima fermata a richiesta servizio della Cartiera, veniva raggiunta la fermata denominata Tombetta, superata la quale era presente, in località San Giacomo, il deposito officina; nel medesimo sito era presente un binario di raccordo con il locale manicomio.
Erano poi osservate una fermata in via Palazzina e una, a richiesta, all'angolo di via Cà Nova Zampieri (fermata a richiesta) per giungere alla stazione di San Giovanni Lupatoto.
I convogli fermavano poi al bivio per Pontoncello (a richiesta), presso il Molino (attuale ZAI) e all'altezza di via Speranza (altra fermata a richiesta) e la chiesa di S. Maria di Zevio, entrando poi in stazione a Zevio.
Da qui, lungo l'attuale SP 19, si incontrava una nutrita teoria di fermate a S. Toscana, Bosco (a richiesta), Villabroggia (incrocio con via Riccadonna), ai bivi per Perzacco (a richiesta) e Albaro Vecchio, a Rotte (a richiesta), Canton, Saletto (a richiesta) e Casotti di Ronco e nuovamente una stazione, quella di Ronco.
Dopo l'abitato di Pescarole veniva dunque impegnato il ponte sull'Adige, fino al capolinea originario di Albaredo. Dal 1903, si aggiunse l'ulteriore tratta fino alla frazione di Coriano, per ulteriori 6 km, la cui sede venne posata lungo il lato sinistro della strada provinciale.

## Materiale rotabile

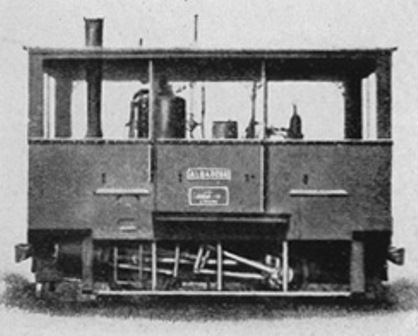
Locomotiva Breda "Albaredo" in una nota foto del costruttore

Per l'esercizio della linea furono inizialmente impiegate 3 locomotive tranviarie cabinate a 2 assi di costruzione Breda, cui in seguito se ne aggiunse una quarta, di caratteristiche simili, prodotta dalle officine W.G. Bagnall di Stafford. Come materiale trainato erano disponibili carrozze di I classe, di III classe e miste di I e II classe, nonché carri merci di vario tipo.

### Prospetto di sintesi
| Unità            | Tipo     | Anno di acquisizione | Costruttore |
| ---------------- | -------- | -------------------- | ----------- |
| 1 - Zevio        | A 2 assi | 1897                 | Breda       |
| 2 - Ronco        | A 2 assi | 1897                 | Breda       |
| 3 - Albaredo     | A 2 assi | 1897                 | Breda       |
| 4 - San Giovanni | A 2 assi | 1897                 | Bagnall     |

## Problematiche
La piccola locomotiva, talvolta, si guastava o trovava ostacoli nel proseguire per la neve o per il ghiaccio; era così necessario chiedere in prestito alcune paia di buoi a dei volenterosi contadini o addirittura spingere la vettura fino a Verona. Proprio per questi frequenti problemi il "treno di Albaredo" fu oggetto di interventi umoristici sulle pubblicazioni locali e fu soprannominato el masenìn (cioè il macinino).